# HD 175541
Kaveh eller HD 175541 är en ensam stjärna belägen i den mellersta delen av stjärnbilden Ormen. Den har en skenbar magnitud av ca 8,02 och kräver åtminstone en stark handkikare eller ett mindre teleskop för att kunna observeras. Baserat på parallax enligt Gaia Data Release 2 på ca 7,7 mas, beräknas den befinna sig på ett avstånd på ca 424 ljusår (ca 130 parsek) från solen. Den rör sig bort från solen med en heliocentrisk radialhastighet på ca 20 km/s.

## Nomenklatur
HD 175541 fick på förslag av Iran, namnen Kaveh i NameExoWorlds-kampanjen som 2019 anordnades av International Astronomical Union. Kaveh är en av Shahnamehs hjältar.

## Egenskaper
HD 175541 är en gul till vit underjättestjärna av spektralklass G6/8 IV. Den har en massa som är ca 1,7 solmassor, en radie som är ca 3,7 solradier och har ca 10 gånger solens utstrålning av energi från dess fotosfär vid en effektiv temperatur av ≥5 000 K.

## Planetsystem
År 2007 hittades en exoplanet i omlopp kring HD 175541 genom observationer av förändring i radiella hastighetstrender, gjorda vid Lick och Keck Observatory i Mount Hamilton (Kalifornien) och Mauna Kea (Hawaii), USA.
| Planet | Massa             | Halv storaxel (AE) | Siderisk omloppstid (d) | Excentricitet | Inklination | Radie |
| ------ | ----------------- | ------------------ | ----------------------- | ------------- | ----------- | ----- |
| b      | ≥0,598 ± 0,029 MJ | 0,975 ± 0,087      | 298,43 ± 0,45           | 0,110 ± 0,049 | -           | -     |